# چشم گز مالاوی (سیچلاید)
چشم گز مالاوی ( Dimidiochromis compressiceps ) یا چشم خور مالاوی گونه ای از ماهیان از خانواده سیچلاید ها است . این سیچلاید شکارچی بومی دریاچه مالاوی در شرق آفریقا است.

## شرح
این گونه می تواند تا ۲۳ سانتیمتر (۹٫۱ اینچ) رشد کند. ماده ها به طور قابل توجهی کوچکتر از نر هستند. بدن باریک بوده و از طرین فشرده شده است (از این رو نام لاتین compresiceps به معنای فشرده شده است). دهان کاملاً بزرگ است و آرواره ها نسبتاً بلند و به حدود یک سوم طول بدن می رسد. این سیچلاید بزرگ معمولاً بدنی به رنگ سفید مایل به نقره ای با نوار افقی قهوه ای در امتداد طرفین که  از پوزه تا دم کشیده شده است دارد. نرهای بالغ  دارای رنگ آبی متالیک خیره کننده بر روی بدن با خطوطی قرمز و نارنجی در قسمت حاشیه باله های خود میباشند.

## پراکنش
این گونه را می توان در مالاوی، موزامبیک و تانزانیا یافت. چشم گز مالاوی بومی دریاچه مالاوی، دریاچه مالومبه و رود شایر در شرق آفریقا است.